# Gajo Peleš
Gajo Peleš (16. rujna 1931., Karlovac) hrvatski je književni teoretičar i kritičar.

## Životopis
Na Filozofskom je fakultetu u Zagrebu završio studij jugoslavistike 1956. i 1965. godine doktorirao radom Struktura suvremenog hrvatskog i srpskog romana (1945 – 1961). Pokrenuo je i bio glavni urednik kulturnog časopisa 15 dana. Radio je kao književni kritičar i urednik na Trećem programu Radio Zagreba (1963. – 1967.)
Bio je lektor na Sveučilištu u Lilleu akademske godine 1967./68. i asistent na Sveučilištu Paris VIII u Vincennesu od 1968. do 1970. Izabran je za docenta na Odsjeku za komparativnu književnost Filozofskog fakulteta u Zagrebu 1972., a za redovitog profesora 1982. godine. Bio je predstojnik Katedre za opću povijest književnosti i pročelnik poslijediplomskog studija književnosti. Pokrenuo je studij bibliotekarstva i jedan je od utemeljitelja studija informatologije na Filozofskom fakultetu u Zagrebu.
Bio je stipendist Humboldtove zaklade, pa se stručno usavršavao na sveučilištima u Konstranzu i Münchenu u više navrata 1980-ih.
Posebno se bavio teorijom proze, semantikom književnog teksta i teorijom povijesti književnosti.

## Djela
Knjige:
- Poetika suvremenog jugoslavenskog romana (1945 – 1961), 1966.
- Iščitavanje značenja, 1982.
- Priča i značenje. Semantika pripovjednog teksta, 1989.
- Tumačenje romana, 1999.

Objavio je i niz rasprava (primjerice Književna struktura i književni sistem, Mogući svjetovi i semantika priče).

## Nagrade
Dobitnik je Nagrade Vladimir Nazor za životno djelo 2002. godine.